# La Symphonie des éclairs
Singles
1. Suffisamment
Sortie : 10 juin 2022
2. Les dormantes
Sortie : 25 novembre 2022
3. Tristesse
Sortie : 26 février 2023
4. La Symphonie des éclairs
Sortie : 20 avril 2023
5. Dis-moi que tu m’aimes
Sortie : 24 août 2023
6. Aspiration
Sortie : 29 janvier 2024
7. Ô travers
Sortie : 27 septembre 2024

La Symphonie des éclairs est le premier album studio de la chanteuse française Zaho de Sagazan, sorti le 31 mars 2023.
En 2024, ce dernier reçoit la Victoire de l'album, lors de la 39e cérémonie des Victoires de la musique.
L'illustration de la pochette de l'album est réalisée par la graphiste Alice Hameau.
L'album est certifié disque d'or le 25 décembre 2023 après avoir atteint le seuil de 50 000 exemplaires vendus, puis disque de platine le 1er avril 2024 après plus de 100 000 exemplaires vendus[réf. souhaitée]. Le 2 mai 2024, son single, La Symphonie des éclairs, est à son tour certifié platine, avec plus de 30 millions de flux.

## Titres
La symphonie des éclairs (Edition standard)
| 1.    | La Fontaine de sang      | Zaho de Sagazan                 | Zaho de Sagazan | 4:27 |
| 2.    | Aspiration               | Zaho de Sagazan                 | Zaho de Sagazan | 3:02 |
| 3.    | Les Dormantes            | Zaho de Sagazan, Ségo Raffaitin | Zaho de Sagazan | 3:17 |
| 4.    | La Symphonie des éclairs | Zaho de Sagazan                 | Zaho de Sagazan | 3:18 |
| 5.    | Les Garçons              | Zaho de Sagazan                 | Zaho de Sagazan | 2:50 |
| 6.    | Langage                  | Zaho de Sagazan                 | Zaho de Sagazan | 2:48 |
| 7.    | Dis-moi que tu m'aimes   | Zaho de Sagazan                 | Zaho de Sagazan | 4:26 |
| 8.    | Mon Inconnu              | Zaho de Sagazan                 | Zaho de Sagazan | 3:00 |
| 9.    | Je rêve                  | Zaho de Sagazan                 | Zaho de Sagazan | 3:54 |
| 10.   | Tristesse                | Zaho de Sagazan                 | Zaho de Sagazan | 3:31 |
| 11.   | Suffisamment             | Zaho de Sagazan                 | Zaho de Sagazan | 3:46 |
| 12.   | Mon Corps                | Zaho de Sagazan                 | Zaho de Sagazan | 3:11 |
| 13.   | Ne te regarde pas        | Zaho de Sagazan                 | Zaho de Sagazan | 3:17 |
| 44:47 |                          |                                 |                 |      |

La symphonie des éclairs (Le Dernier des voyages)  (réédition)
| 14.   | Le dernier des voyages      | Zaho de Sagazan            | Zaho de Sagazan | 2:55 |
| 15.   | Old Friend (avec Tom Odell) | Zaho de Sagazan, Tom Odell | Zaho de Sagazan | 2:37 |
| 16.   | Ô travers                   | Zaho de Sagazan            | Zaho de Sagazan | 2:41 |
| 17.   | Est-ce que tu vas bien ?    | Zaho de Sagazan            | Zaho de Sagazan | 2:16 |
| 18.   | Hab Sex                     | Zaho de Sagazan            | Zaho de Sagazan | 4:48 |
| 19.   | Parler l'amour              | Zaho de Sagazan            | Zaho de Sagazan | 2:54 |
| 20.   | L'envol                     | Zaho de Sagazan            | Zaho de Sagazan | 3:05 |
| 21.   | 01                          | Zaho de Sagazan            | Zaho de Sagazan | 2:47 |
| 68:50 |                             |                            |                 |      |

## Clips Vidéo
- Les Dormantes : 25 novembre 2022
- Tristesse : 27 février 2023
- La Symphonie des éclairs : 20 avril 2023
- Aspiration : 29 janvier 2024

## Personnel

### Musiciens
- Zaho de Sagazan : chant, chœurs, claviers, programmation
- Pierre Cheguillaume, Alexis Delong et Nicolas Subréchicot : claviers, guitares, basses et programmation
- Tom Geffray : batterie sur les titres 5, 6  et 9
- Rémy Fanchin : piano sur le titre 7

### Réalisation
- Pierre Cheguillaume, Alexis Delong et Zaho de Sagazan : réalisation
- Nicolas Subréchicot : productions additionnelles

## Classements hebdomadaires
| Classement (2023-2024)       | Meilleure place |
| ---------------------------- | --------------- |
| Belgique (Flandre Ultratop)  | 158             |
| Belgique (Wallonie Ultratop) | 4               |
| France (SNEP)                | 3               |
| Suisse (Schweizer Hitparade) | 8               |
| Suisse (Romandie)            | 1               |

## Certifications
| Pays          | Certification | Unités certifiées |
| ------------- | ------------- | ----------------- |
| France (SNEP) | 2 × Platine   | 200 000           |

### Titres certifiés en France[10]
- Les dormantes  Or
- La Symphonie des éclairs  Diamant
- Dis-moi que tu m'aimes  Or
- Tristesse  Or